# Воронина, Валентина Валентиновна
Валентина Валентиновна Воронина (3 мая 1959, Ленкорань, Азербайджанская ССР) — российская певица, исполнительница 
русских народных песен, романсов, эстрадных песен.. Заслуженная артистка России (2001).

## Биография
Валентина Воронина родилась 1959 году в городе Ленкорань Азербайджанской ССР. Затем семья переехала в военный городок в Кировской области, 
где в ракетных войсках служил её отец. В этом же городке Валентина пошла в первый класс школы, но в связи с переменой мест службы отца меняла место учёбы в школе и окончила 9 классов в посёлке 
Янаул Башкирской АССР. 
Отец – В.И.Воронин, офицер Советской армии, родился в пос. Звезда в Михайловском (ныне Железногорском р-не) Курской области, мать – Е.И.Воронина – родилась в дер. Жиляево Курского района Курской области. 

### Образование
Первое музыкальное образование  получила в музыкальной школе поселка Янаул Башкирской АССР и по окончании 9 классов в 1975 году поступила в музыкальное училище в городе Чайковский Пермской области, которое окончила в 1979 году, получив специальность  руководителя академического хора и педагога сольфеджио. После окончания музыкального училища в 1979 году поступила на дневное отделение в Московский государственный институт культуры на кафедру народного пения (класс профессора Л.А.Антиповой). После окончания института Валентина получила диплом культработника высшей квалификации и специальность руководителя русского народного хора.

### Творчество
После института по распределению была направлена на работу в подмосковный дом отдыха  «Плёсково» на должность заведующей клубом. В этой должности работала с июля 1983 года по июнь 1985 года. С 12 сентября 1985 года по 31 марта 1989 года работала в 
Курской Государственной филармонии в качестве солистки-вокалистки, исполнительницы народных песен. 
В годы работы Валентина занималась популяризацией курского фольклора, ездила с концертами по деревням и сёлам Курской области, встречалась с исполнителями и хранителями старинных песен, собирала, записывала и обрабатывала их для современного исполнения. За годы работы в филармонии Валентина объездила с более чем 1000 концертами всю Курскую область. В это время в составе группы артистов было проведено более 40 шефских концертов по нескольким областям (Смоленской, Калужской и Брянской), которые проходили в самых дальних сёлах и деревнях этих областей. За популяризацию курского фольклора и народной песни В.В.Воронина в 1988 году была отмечена областной наградой – Дипломом лауреата и Премией Обкома комсомола Курской области. В этом же году состоялись первые зарубежные гастроли в восьми городах Германской Демократической республики.
В апреле 1989 года Валентину Воронину приглашают на работу  в главную концертную организацию Москвы - «Москонцерт». С этого времени  и по настоящее время она является 
артисткой-вокалисткой (солисткой) высшей категории продюсерского отдела «Москонцерта» (мастерская народного творчества). 
С самого начала работы  в «Москонцерте» В. Воронина ведет активную творческую и общественную деятельность, много гастролирует за рубежом (Германия, страны Скандинавии, Болгария, Венгрия и др.).  В это же время на радиостанциях «Маяк» и «Радио России» несколько лет являлась автором и соведущей программ о народной песне и музыке, участвует как ведущая и автор во многих теле- и радиопрограммах Москвы и  Подмосковья. В течение нескольких лет сотрудничает с ведущим  коллективом  страны - Национальным  Академическим оркестром народных инструментов  им. Осипова  под руководством  Н.Н. Калинина. В. Воронина проводит много благотворительных мероприятий,  уделяя внимание подрастающему поколению. Результатом  творческой жизни, высокого профессионального уровня и вокального мастерства, благотворительной деятельности  Валентины Ворониной стало присвоение ей почётного звания «Заслуженный артист Российской Федерации» Впоследствии в её исполнении  появляется  интерактивный концерт-игра   для детей и юношества «Песни, ложки и  потешки» о старинных  народных  песнях, инструментах, обычаях и играх. В это же время в её репертуаре появляется новый пласт произведений и стилей: городские старинные народные песни и романсы, цыганские и казачьи песни, современные авторские песни на стихи московских и российских поэтов и композиторов. С 1998 г. на телеканале «Подмосковье» Валентина была ведущей ежемесячного цикла программ о приметах, обычаях и праздниках  русского народа.
В 1996 году В.Воронина избирается членом Правления  обществ дружбы  «Россия-Китай» и «Россия-Япония» и русская народная песня в её исполнении зазвучала не только на общественных и культурных 
мероприятиях этих обществ, посвящённых событиям в области международных и культурных связей  нашей страны, но и в самих этих странах. В ноябре 1996 года состоялись первые гастроли в Японии. 
Валентина Воронина одна из немногих исполнительниц в народном жанре,  которая на протяжении почти 25 лет пропагандирует наше российское народное творчество  в Японии, выступая с 1996 года в больших концертных залах, на фестивалях, в отдалённых  провинциях и столице Японии, а также в школах и клубах любителей  русской  народной песни. За время гастролей  в Японии певица объездила более  25 городов и провела  более 500 выступлений и концертов. В 2004г. В. Воронина с группой «Русская ярмарка» совершает концертный тур по 15-ти главным городам Японии, проехав всю страну с северного острова Хоккайдо до южной провинции Фукуока. В 2005, 2006, и 2007 годах проходят гастроли в центральной Японии с концертными выступлениями на фестивалях, мастер-классами в университетах, школах, клубах и учреждениях культуры. В 2009 и 2010 годах певица представляла Российскую Федерацию на фестивале Российской культуры в Японии, проведя большое количество встреч и концертов с творческими коллективами, хорами и музыкантами, которые изучают русскую культуру в Японии. К 25-летию начала активного творческого взаимообмена и концертной деятельности  в Японии В. Воронина в 2016 и 2019 годах провела серию концертов в стране восходящего солнца, которые прошли в концертных залах, школах, университетах и клубах любителей русской культуры, в очередной раз познакомив японских зрителей и слушателей с лучшими традициями, песнями и музыкой России. 
Валентина Воронина также неоднократно  выступала перед зрителями Китайской народной республики. Она представляла Российскую Федерацию в 2000 году на Всемирном  фестивале «Еврокристмас», 
который проходил  в дни мирового Миллениума  в Гонконге, на Международном этнографическом фестивале в южном китайском городе Наннинь (2011), где получила многочисленные награды за свои выступления, восторженные отзывы прессы и душевный зрительский приём благодарной китайской аудитории. 
Являясь членом Правления обществ дружбы «Россия-Китай» и «Россия-Япония», Валентина проводит свои мероприятия и благотворительные концерты и для членов этих обществ. Мероприятия проходят в посольстве Китая в России, для китайских женщин-бизнесменов проводятся концерты к Международному женскому дню. В дни празднования знаменательных дат российско-китайской дружбы проводятся встречи и концертные выступления В.Ворониной для российских и китайских членов общества.
За высокий профессионализм,  активную творческую позицию и большую общественную работу Валентине Ворониной в 2010 году Президентом РФ Д. А. Медведевым была присвоена Государственная награда - медаль Ордена «За заслуги перед Отечеством» II степени.
Концерты В.Ворониной проходят в московском «Москонцерт Холле», концертном зале «Россия» в Лужниках, в «Москонцерте» на Пушечной, Центральном доме работников искусств,  Доме литератора, 
Центральном доме архитектора, в Фольклорном центре  Л.Рюминой, Международном доме музыки, Театре Эстрады и других.

## Общественная деятельность
Валентина Воронина – член Правления Курского Землячества города Москвы. Она принимает участие во всех благотворительных акциях и мероприятиях, проводимых землячеством не только в Москве. Её творчество  неразрывно связано со своей малой родиной – Курской областью. Ежегодно к датам  освобождения  Курской области  от оккупации она традиционно проводит серию благотворительных концертов, посвящённых этой дате в Курске и в Железногорске Курской области. Главное выступление В. Воронина  всегда проводит на мемориальном  комплексе «Большой Дуб», где во время  войны карателями была сожжена деревня, в которой жили многочисленные родные В. Ворониной и на месте избы её бабушки сегодня горит Вечный огонь.
Являясь членом Общественного совета и профессором университета культуры Академии управления МВД РФ, она участвует во всех значимых мероприятиях, связанных с важнейшими датами  Академии 
и деятельности МВД Москвы и России. Её выступления проходят в Академии  Генерального штаба РФ, Совете ветеранов войны и труда Москвы, в подразделениях МЧС города Москвы; благотворительные мероприятия Валентина проводит в госпиталях, центральном офицерском клубе, воинских подразделениях и частях Главного командования Воздушно-космических сил Министерства обороны России. 

## Фестивали
Участие в наиболее значимых концертах и фестивалях:
Фестиваль памяти М. Евдокимова (2013); Фестиваль русского гостеприимства «Хлеб да Сольба»;  Пасхальный фестиваль «Хранимые веками»(2019, 2021г.г.); концерты памяти великих российских певцов и поэтов: 
Л. А. Руслановой (к 100 и 125-летию); Вадима Козина; С. А. Есенина (2021 год «Москонцерт на Пушечной»); Е. Г. Мартынова (к\з «Россия» в Лужниках); Александра Аверкина.
В 2014 году она принимала участие в культурной программе Зимних Олимпийских игр в Сочи. 

## Жюри
В качестве члена жюри она принимает участие в  фестивалях и конкурсах народного творчества в Москве и разных городах России:
- Международный конкурс «Ветер перемен»[22][23];
- «Чаепитие на Волге»[24];
- «Просторы России»;
- «Золотое кольцо»;
- «Таланты Лианозово»;
- «Весна в МАИ»;
- «Супер-дедушка Москвы»[25];
- Международный конкурс-фестиваль «АЛЛЕЯ СЛАВЫ»[26].

## ТВ шоу и программы
С 2013 г. по настоящее время Валентина Воронина приглашается  в качестве ведущего эксперта и участвует в эфирах на главных российских телешоу: «Пусть говорят»,  «Прямой эфир» на России-1, 
«ДНК» на НТВ. В капитал-шоу «Поле чудес» Валентина Воронина выступала и пела в восьми программах. 
В 2019, 2020 и 2021 годах Валентина Воронина – вокальный эксперт «золотой сотни» шоу на канале «Россия-1» «Ну-ка, все вместе!» 
(ведущие этого музыкального телешоу Николай Басков и Сергей Лазарев).
Другие ТВ шоу и программы с  участием В.Ворониной: 
- «Модный приговор»;
- «Контрольная закупка»;
- «Доброго здоровьица!»,
- «Время обедать на Первом»;
- «В нашу гавань заходили корабли»;
- «Культурная революция»;
- «Сто к одному»;
- «Малахов+»;
- «Формула любви» и другие.

## Награды

### Государственные награды
- Лауреат премии Курского Обкома ВЛКСМ (1988)[29]
- Заслуженный артист России; (2001)
- Медаль ордена «За заслуги перед Отечеством» II степени (2010)

### Муниципальные и общественные награды
- медаль Губернатора Курской области «70 лет Курской битвы»;
- медаль ЦК КПРФ «70 лет Великой Победы»;
- медаль «За доблестный труд во славу Отечества»;
- медаль Префектуры, Общественной палаты и Совета ветеранов ЮВАО «За вклад в подготовку  празднования 65-летия Победы в ВОВ»;
- медаль «80 лет Москонцерту»;
- медаль «За заслуги в укреплении российско-китайской дружбы»;
- медаль «Честь и гордость Академии» Академии управления МВД России.

Дипломы и грамоты.

## Альбомы
- «Ухарь-купец»;
- «Любовь под гармошку»;
- «Поцелуй меня по-курски!»[30].
- «Захмелела от счастья» (2021)

## Семья
Муж — Шишлин Геннадий
Дочь — Анастасия